# Велика Сала
Велика Сала (рос. Большая Сала) — присілок у Мелєнковському районі Владимирської області Російської Федерації.
Входить до складу муніципального утворення Ляховське сільське поселення. Населення становить 40 осіб (2010).

## Історія
Присілок розташований на землях фіно-угорського народу мещери.
Від 10 квітня 1929 року належить до Мелєнковського району, утвореного спочатку у складі Івановської промислової області, а відтак від 14 серпня 1944 року у складі новоутвореної Владимирської області.
Згідно із законом від 11 травня 2005 року входить до складу муніципального утворення Ляховське сільське поселення.

## Населення
| 1859 | 1897  | 1905  | 1926  | 2002 | 2010 |
| ---- | ----- | ----- | ----- | ---- | ---- |
| 718  | ↗1083 | ↗1394 | ↗1453 | ↘68  | ↘40  |